# Droga krajowa B108 (Austria)
Droga krajowa B108 (Felbertauernstraße) – droga krajowa w południowej Austrii. Jedno-jezdniowa arteria prowadzi z miejscowości Mittersill do miejscowości Lienz. Droga przechodzi pod Wysokimi Taurami poprzez tunel Felbertauern, za przejazd którym pobierana jest opłata.